# Sycamore (Illinois)
Sycamore je grad u američkoj saveznoj državi Ilinois. Prema popisu stanovništva iz 2010. u njemu je živjelo 17.519 stanovnika.